# Переновка

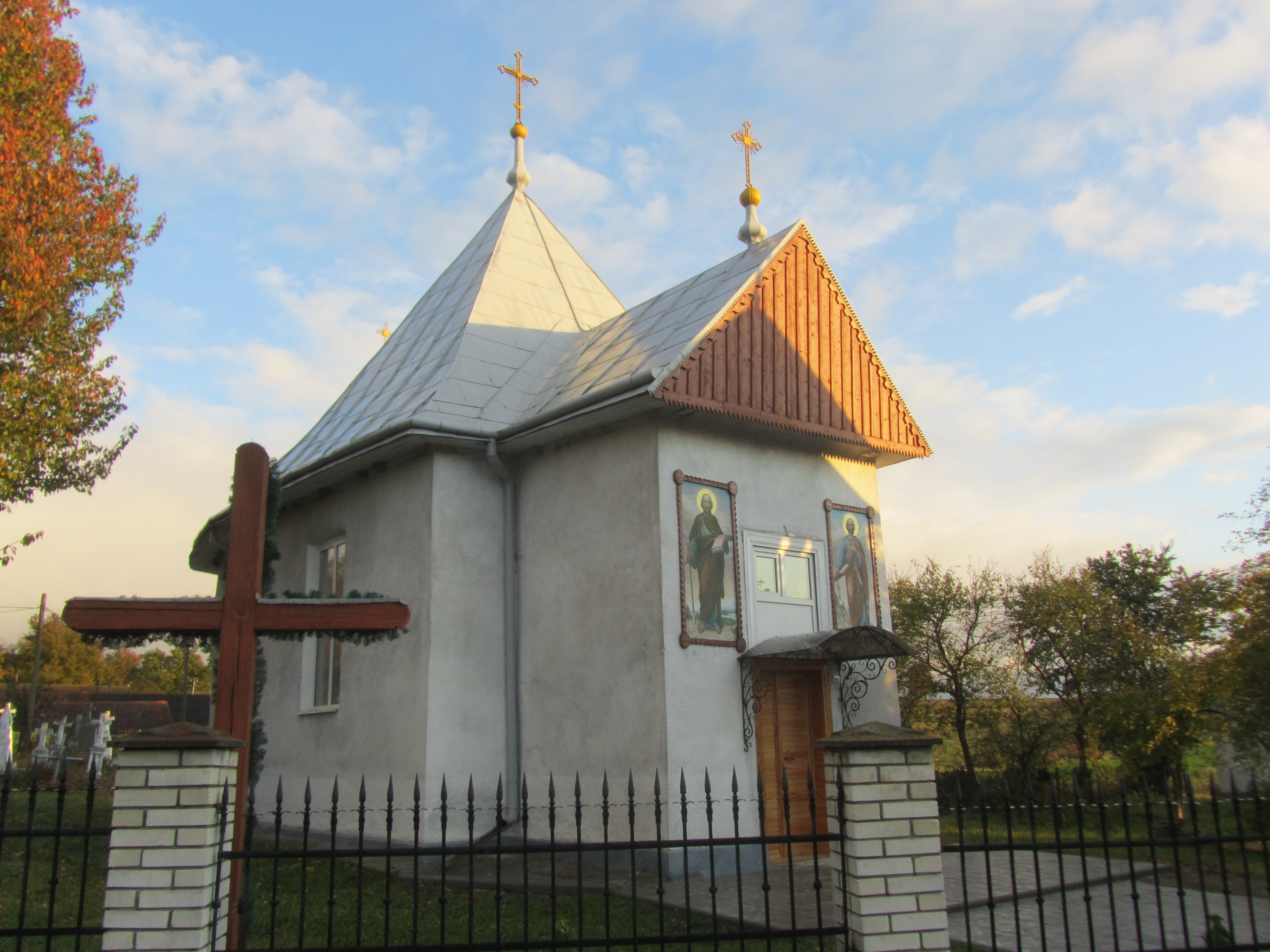
Церковь Святого апостола Петра

Переновка (укр. Перенівка) — село в Рогатинской городской общине Ивано-Франковского района Ивано-Франковской области Украины.
Население по переписи 2001 года составляло 163 человека. Занимает площадь 4,325 км². Почтовый индекс — 77000. Телефонный код — 03435.